# 남도해양열차
남도해양열차(南道海洋列車)는 한국철도공사 주관으로 경전선, 전라선을 왕복하는 관광열차로 한국철도공사가 추진하는 5대 관광벨트 중 두번째 선보이는 열차다. 기존 무궁화호 객차를 개조해 사용하며 새마을호 특실 등급으로 운행하고 있다. S-Train(에스트레인)이라는 별칭도 가지고 있다.

## 개요
2013년 9월 27일 운행을 시작하였다. 이 열차는 남도의 맛과 멋, 문화의 향기를 느낄 수 있는 관광열차로 2003년 이후의 제작분 무궁화호 객차 10량, 발전차 2량, 기관차 2량 총 14량을 개조하였다. 기관차는 거북선의 이미지로, 객차 5량은 가족실, 다례실, 레포트실, 카페실, 힐링실 등으로 꾸며져 운행한다. 편성당 총 좌석은 218석이다. 현재 거북선의 이미지 기관차는 코레일 도색으로 변경되었고, 전라선 운행은 전기 기관차로 변경되었다.

## 운행구간 및 정차역
1. 부산 ↔ 광주송정 운행열차 (#2525, #2526): 부산-구포-물금-삼랑진-진영-창원중앙-마산-진주-북천-하동-광양-순천-벌교-득량-보성-명봉-능주-화순-효천-서광주-광주송정
2. 서울 ↔ 여수엑스포 운행열차 (#2521, #2522): 서울-영등포-수원-천안-서대전-논산-익산-전주-임실-남원-곡성-구례구-순천-여천-여수엑스포

## 연혁
- 2013년 9월 27일 : 정식 운행 개시
- 2013년 11월 : 광주 ~ 마산 열차 운행중지
- 2013년 12월 9일 : 철도노조파업으로 운행중지
- 2013년 12월 13일 : 광주 ~ 마산간이 서대전 ~ 광주송정으로 변경
- 2014년 1월 4일 : 운행 재개
- 2014년 1월 11일 : 서대전 ~ 광주송정 개통, 운행 시작
- 2014년 4월 1일 : KTX 개통 10주년 특별열차 운행(용산 ~ 곡성)
- 2014년 6월 1일 : 서대전 ~ 광주송정 노선이 용산 ~ 여수엑스포로 변경, 부산 ~ 여수엑스포 노선이 부산 ~ 보성으로 변경
- 2014년 10월 1일 : 용산 ~ 여수엑스포 노선이 서울 ~ 여수엑스포로 변경, 영등포역 추가정차, 부산 ~ 보성 열차 물금역, 삼랑진역 추가정차
- 2016년 5월 16일 : 서울 ~ 여수엑스포 노선이 용산 ~ 여수엑스포로 환원[3]
- 2016년 7월 13일 : 용산 ~ 여수엑스포 노선이 서울 ~ 여수엑스포로 재 변경[4]
- 2019년 5월 : 7380호와 7381호가 7477호와 7476호로 각각 교체됨
- 2021년 1월 5일 : 시간표 개정으로 부산 ~ 보성간 운행노선을 광주송정까지 연장
- 2023년 3월 1일 : 시간표 개정으로 임실역 추가 정차 개시

## 차내 안내방송

### 한국어 성우
- 2013년 9월 27일 ~ 현재 : 강유경
  - 2015년 ~ 현재 : 조예신

### 영어 성우
- 2013년 9월 27일 ~ 현재 : 미상
  - 2015년 ~ 현재 : 리사 켈리